# Tionsso
Tionsso é uma vila da comuna rural de Tao, na circunscrição de Cutiala, na região de Sicasso ao sul do Mali.

## História
Em 1898, após sufocar a revolta em Tieré, Queletigui e Cafeleamadu marcharam em direção a Gorosso de onde seguiram viagem em direção a Sanssoni, Tionsso, Songuela, Fonfona e Duguolo.